# Биологическая безопасность
Биологическая безопасность — это сохранение живыми организмами своей биологической сущности, биологических качеств, системообразующих связей и характеристик, предотвращение широкомасштабной потери биологической целостности, которая может иметь место в результате:
- внедрения чужеродных форм жизни в сложившуюся экосистему;
- введения чуждых вирусных или трансгенных генов или прионов;
- бактериального загрязнения пищи;
- воздействия генной терапии или инженерии или вирусов на органы и ткани;
- загрязнения природных ресурсов (воды, почвы).

## Безопасность при работе с инфекционными агентами

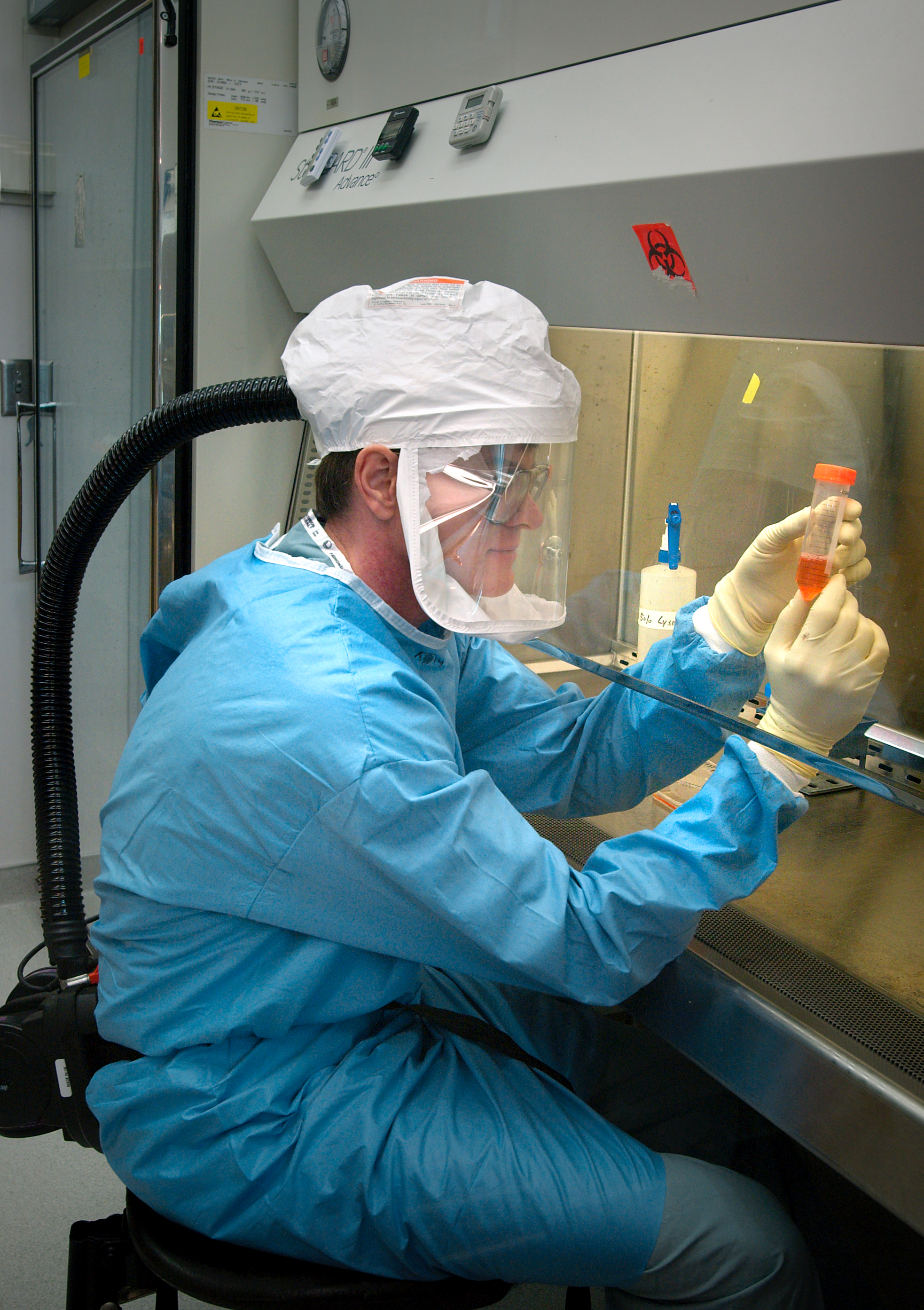
Исследователь Центров по контролю и профилактике заболеваний США в Атланте работает с вирусом гриппа в условиях УББ третьего уровня, применяя бокс биологической безопасности.

При работе с инфекционными агентами следует руководствоваться практическими руководствами, в которых описывается соответствующее оборудование для безопасного хранения биологического материала, а также необходимое оснащение и мероприятия, которые должен выполнять персонал лабораторий. Эти руководства называются уровнями биологической безопасности (УББ). Выделяют четыре таких уровня.

## Безопасность при работе с генетически модифицированными организмами
Биотехнология — это новая отрасль науки, и поэтому взаимодействие генетически модифицированных организмов (ГМО) с разнообразными экосистемами изучено еще не полностью. ГМО могут проявить свойства, не предусмотренные их разработчиками. Например, исходно безвредные микроорганизмы могут оказаться заразными, а растения — более конкурентоспособными, чем обычные растения того же или других видов. В связи с этим возможно вытеснение обычных видов генетически модифицированными, скрещивание ГМО с обычными организмами того же или родственных видов. Также существует риск возникновения сорняков с устойчивостью к гербицидам и насекомым, так как не исключена возможность передачи модифицированных генов диким растениям, а растения, устойчивые к вредителям, могут представлять опасность для полезных насекомых.
В 1999 году на конференции в колумбийском городе Картахена-де-Индиас был принят международный Картахенский протокол по биобезопасности, который определяет меры и процедуры, необходимые для безопасного перемещения через государственные границы, переработки и применения ГМО.

### Статьи
- О Картахенском протоколе по биобезопасности - для "чайников"
- Биологическая опасность и уровни биологической безопасности

### Интервью
- Биотехнологии и биобезопасность: проблемы и перспективы. Интервью с академиком РАН и РАМН, ректором ММА им. И.М. Сеченова М.А. Пальцевым. 15.11.2005. (недоступная ссылка)

### Законодательство по биобезопасности
- Российское законодательство
- Законодательство СНГ
- Извлечения из Европейского законодательства в области биотехнологии
- Картахенский протокол по биобезопасности к Конвенции ООН о биоразнообразии,  Картахенский протокол по биобезопасности[англ.]
- Конвенция о биологическом разнообразии, ООН
- Сводная таблица состояния законодательства в области биобезопасности в мире

### Периодические издания
- Журнал "Химическая и биологическая безопасность"
- журнал "Экологическая химия"